# Piesczanokopskoje
Piesczanokopskoje (ros. Песчанокопское) – wieś (sieło) w Rosji, w obwodzie rostowskim, ośrodek administracyjny rejonu piesczanokopskiego. W 2010 liczyła 10 593 mieszkańców.